# 林柳
林柳（学名：Salix driophila）是杨柳科柳属的植物，为中国的特有植物。分布于中国大陆的西藏、四川、云南等地，生长于海拔2,100米至3,050米的地区，多生长于岩石旁、山坡林中以及河滩发，目前尚未由人工引种栽培。